# Милимеров, Жан Борисович
Жан Бори́сович Милиме́ров (настоящая фамилия — Григо́рьев-Милиме́ров) (род. 5 декабря 1979, Москва) — российский певец. Бывший участник группы «Премьер-министр», с которой представлял Россию на конкурсе «Евровидение-2002». Финалист телешоу «Один в один!» и «Маска» на телеканалах Россия-1 и НТВ соответственно (2025).

## Биография
Родился 5 декабря 1979 года в Москве в семье Бориса Милимерова и Тамары Григорьевой. По национальности — цыган. У Жана был родной брат Рустам и четверо старших единокровных братьев. Его родители работали в цыганском ансамбле под управлением Владимира Сакища. С их подачи Жан уже в пятилетнем возрасте вышел на сцену. Обучался в средней школе № 92 на ул. Живописная, закончил музыкальную школу по классу скрипки.
Около года пел в ресторане «АнглетерЪ» программу, состоящую из песен Майкла Джексона, Брайана Макнайта, Стиви Уандера и других известных исполнителей. Там он познакомился с вокалистом Питером Джейсоном, предложившим ему попробовать свои силы в бой-бэнде.

## Творчество
В 1998 году Жан вошёл в состав группы «Премьер-министр». Участвовал в записи всех наиболее популярных песен коллектива, среди которых «Атомное чувство любовь», «Два бриллианта», «Восточная песня», «Из вагантов» и других.
В 2002 году группа представляла Россию на конкурсе «Евровидение» с песней «Northern Girl» и заняла 10-е место.
С 2004 по 2006 год вместе с группой «Премьер-министр» снимался в кино, в частности, появился в лентах «Моя прекрасная няня» и «Здрасьте, я ваше папо!».
В январе 2006 года из-за разногласий с продюсером Евгением Фридляндом участники коллектива решили работать самостоятельно под новым названием — «Группа ПМ». В 2010 году они записали альбом «Не надо прощаться».

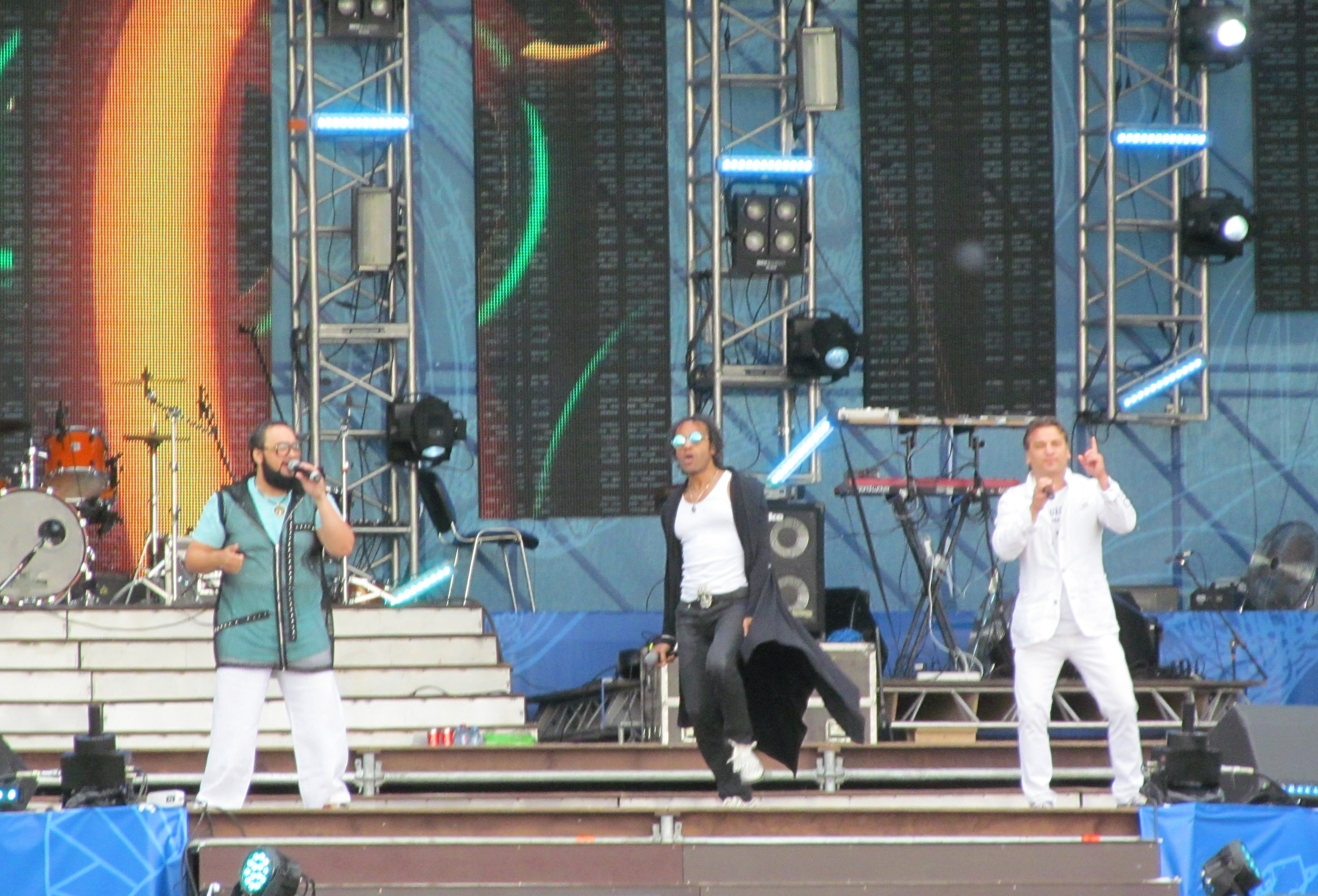
Группа «ПМ», 2017 год

В 2018 году Жан был участником программы «Игра в кино» на «Мир ТВ» и «Партийной зоны» на «Муз-ТВ». В 2019 году выступил экспертом в шоу «Ну-ка, все вместе!» на телеканале «Россия-1». В 2020 году был участником шоу «Смех с доставкой на дом» на «ТВЦ».
С 2020 года Жан занимается сольным творчеством. Первым официальным синглом стала песня «Алый мой цветок».
Осенью 2020 года Милимеров стал участником шоу «Голос. 9 сезон» на Первом канале. На этапе «Слепых прослушиваний» Жан исполнил песню группы Eagles «Hotel California» в версии Gipsy Kings. К Милимерову развернулись трое наставников, все члены жюри высоко оценили исполнение песни. Жан выбрал команду Сергея Шнурова. Выбыл на этапе четвертьфиналов.
В 2021 году был участником 6-го сезона шоу «Три аккорда». В первом выпуске исполнил песню Яшки-цыгана из фильма «Неуловимые мстители».
Осенью 2022 года был членом жюри в шоу «Поëм на кухне всей страной» на Первом канале. В то же время был участником 3-го сезона шоу «Суперстар! Возвращение» на телеканале НТВ.
В 2025 году принял участие в 6-м сезоне шоу «Один в один!» на канале Россия-1. В этом же году принял участие в 6-м сезоне шоу «Маска» на телеканале НТВ в образе Боксёра. Он дошел до финала, заняв четвёртое место.

## Личная жизнь
Супруга — Яна Гаврилова (род. 17 марта 1980 в Волгограде). В данный момент в разводе.
12 июня 2002 года у пары родился сын Эмиль. 14 июля 2006 года у них родилась дочь Эмилия.

## Дискография

### Альбомы

#### «Премьер-министр»
- 1999 — «Грязные танцы»
- 2001 — «Поход на восток»
- 2001 — «All-Inclusive / Всё Включено»
- 2002 — «Девочка с севера»
- 2003 — «Пятый океан»
- 2003 — «Песни, клипы за 5 лет»
- 2004 — «Особо важные персоны. Live»
- 2005 — «Премьер-министр в России»

#### «Группа ПМ»
- 2010 — «Не надо прощаться»

### Синглы
- 2023 — «Колокола» (дуэт с певицей Валерией)

#### Сольно
- 2020 — «Алый мой цветок»
- 2021 — «Мадонна»

#### Приглашённый исполнитель
- Доминик Джокер «Москва»
- Guf «Next People»

## Фильмография
- 2000 — «Нежный возраст» — исполнитель саундтрека
- 2004—2006 — «Моя прекрасная няня» — камео
- 2004 — «Звёздный дождь» (короткометражный) — камео
- 2006 — «Здрасьте, я ваше папо!» — эпизод
- 2006 — «По волне моей памяти» — участник концерта